# Сьям Бен-Юссеф
Сьям Бен-Юссеф (фр. Syam Ben Youssef, араб. صيام بن يوسف‎, нар. 31 березня 1989, Марсель) — франко-туніський футболіст, захисник клубу «Касимпаша».
Виступав, зокрема, за клуби «Есперанс» та «Астра» (Джурджу), а також національну збірну Тунісу.

## Клубна кар'єра
Народився 31 березня 1989 року в місті Марсель. Вихованець футбольної школи клубу «Бастія». Дорослу футбольну кар'єру розпочав 2008 року в основній команді того ж клубу, в якій провів один сезон, взявши участь лише у 4 матчах чемпіонату.
Своєю грою за цю команду привернув увагу представників тренерського штабу клубу «Есперанс», до складу якого приєднався 2009 року. Відіграв за команду зі столиці Тунісу наступні два сезони своєї ігрової кар'єри.
Протягом другої сезону 2011/12 років захищав кольори клубу «Лейтон Орієнт» у третьому за рівнем дивізіоні Англії, але виходив на поле нечасто і по завершенні сезону перейшов у румунський клуб «Астра» (Джурджу). З цією командою Сьям виграв Кубок та Суперкубок Румунії, а також ставав віцечемпіоном країни.
29 червня 2015 року повернувся до Франції і став виступати за «Кан», де провів два роки в Лізі 1, не бувши основним гравцем. У результаті цього 5 липня 2017 року сторони розірвали контракт за обопільною згодою і Бен-Юссеф на правах вільного агента підписав контракт із турецьким клубом «Касимпаша». Станом на 11 червня 2018 року відіграв за стамбульську команду 26 матчів у національному чемпіонаті.

## Виступи за збірні
Протягом 2008–2009 років залучався до складу молодіжної збірної Тунісу. На молодіжному рівні зіграв у 8 офіційних матчах.
У 2013 році дебютував в офіційних матчах у складі національної збірної Тунісу. Наразі провів у формі головної команди країни 11 матчів.
У складі збірної був учасником Кубка африканських націй 2015 року в Екваторіальній Гвінеї та Кубка африканських націй 2017 року у Габоні, після чого поїхав з командою і на чемпіонат світу 2018 року в Росії.

## Титули та досягнення
- Переможець Ліги чемпіонів КАФ (1):

Есперанс: 2011
- Фіналіст Ліги чемпіонів КАФ (1):

Есперанс: 2010
- Чемпіон Тунісу (2):

Есперанс: 2009-10, 2010-11
- Володар Кубку Тунісу (1):

Есперанс: 2010-11
- Володар Кубка Румунії (1):

«Астра» (Джурджу): 2013-14
- Володар Суперкубка Румунії (2):

«Астра» (Джурджу): 2014
ЧФР (Клуж-Напока): 2020
- Чемпіон Румунії (1):

ЧФР (Клуж-Напока): 2020-21